# Gmina Sośnie
Die Gmina Sośnie ist eine Landgemeinde im Powiat Ostrowski der Wojewodschaft Großpolen in Polen. Ihr Sitz ist das gleichnamige Dorf (deutsch Suschen). Bis 1920 gehörte der Großteil der Gemeinde zum Landkreis Groß Wartenberg in Schlesien.
In Suschen wurde am 10. Oktober 1912 durch den Generalsuperintendenten D. Theodor Nottebohm das Gemeindehaus eingeweiht. Es wurde von dem Maurer- und Zimmermeister Georg Schipke aus Goschütz entworfen und solide ausgeführt. Die Einrichtung lieferte der Dorftischler. Das Gebäude umfasste einen Saal mit einer Grundfläche von 48 Quadratmeter, eine Küche für die Haushaltungsschule und eine Herberge für obdachlose Wanderer. Der Saal diente vor allem dem Konfirmandenunterricht, aber auch der konfirmierten Jugend. Einen Teil der Einrichtung schenkte die Gutsherrin und Patronin, Baronin Agnes von Diergardt. An die Einweihung schloss sich an das Parochial-Fest des Gustav-Adolfs-Vereins an.

## Gliederung
Zur Landgemeinde Sośnie gehören 17 Ortsteile (deutsche Namen bis 1945) mit einem Schulzenamt:
| - Bogdaj (Bogdaj , 1939–1945 Bogenheide) - Chojnik (Honig) - Cieszyn (Tscheschen) - Dobrzec (Dobrzetz) - Granowiec (Granowietz, 1939–1945 Grandorf) - Janisławice (Johannisdorf) - Kałkowskie (Kalkowski) - Kąty Śląskie (Kenchen) - Kocina (Kotzine) | - Konradów (Konradau, bis 1887 Conradau) - Kuźnica Kącka (Kenchenhammer) - Mariak (Mariendorf) - Młynik (Mlynik, 1939–1945 Waldmühle) - Możdżanów (Modzenowe) - Pawłów (Pawelau) - Szklarka Śląska (Neuhütte) - Sośnie (Suschen) |

Weitere Ortschaften der Gemeinde sind:
| - Bronisławka (Wilhelmshütte) - Czesławice (Friederikenau) - Grabie - Jarnostaw (Ernsdorf) - Kopalina (Kopaline) - Krzyżno (Kschysno) - Lipskie - Łachów (Lacenowe) | - Moja Wola (Mojawola) - Piła (Brettmühle) - Przydziałki - Smugi (Smugen) - Sobki - Starża (Starsen) - Surmin (Surmin) - Żabnik (Zabnikteich) |